# Henry Barraud
Henry Barraud (Bordeus (Nova Aquitània), 23 d'abril, 1900 - Saint-Maurice (Val-de-Marne), 28 de desembre, 1997), fou un compositor francès.

## Biografia
Va començar els seus estudis a Bordeus amb Fernand Vaubourgoin. L'any 1927, va ser acomiadat del Conservatori de Música i Declamació, on va prendre classes d'orquestració de Louis Aubert, de composició de Paul Dukas i de contrapunt i fuga de Georges Caussade, per negar-se a seguir els mètodes "ortodoxes".
Cap de projecte al departament de Belles Arts, té un paper important amb Pierre-Octave Ferroud, Emmanuel Bondeville i Jean Rivier en la creació de la companyia musical "Triton" que tenia com a objectiu la promoció de la música contemporània. També va ser crític musical del diari Le Journal el 1937.
Després de l'alliberament de París el 1944, va ser nomenat director musical de la Ràdio Francesa. Va fundar el mestratge de Radio France el 1946 amb l'ajuda de Maurice David, inspector general d'educació musical a París. La gestió està encarregada a Marcel Couraud. El 1948 va esdevenir director del canal nacional RTF i després de l'ORTF, càrrec que va mantenir fins a la seva jubilació el 1965.
Va rebre el "Grand Prix national" de la musique l'any 1969. La seva dona va morir l'any 2000.

## Obra
El compositor, buscant definir les seves obres, s'expressava així al "French Musical Journal" del 27 d'octubre de 1956: 
| « | "La meva música és sobretot expressiva. Als meus ulls, tot el que compta és la intensitat expressiva. La meva obra té una base harmònica molt important i no és en cap cas contrapuntista en essència com s'ha cregut; Penso molt melòdicament i els meus temes apareixen en estat pur. La meva música està plena d'emoció i sempre intento arribar al final del que he de dir; si la meva música té possibilitats de viure, només ho deu a això." | » |

Henry Barraud no ha conservat res de la música escrita abans dels trenta-dos anys.

## Discografia
- Johannes Brahms: la seva vida, les seves obres, Michel Vitold (narrador) - Adès/Le Petit Ménestrel, 1975
- Hector Berlioz: la seva vida, les seves obres, Jean-Louis Barrault (narrador), Gaëtan Jor, Jacques Fayet - Adès/Le Petit Ménestrel, 1969

La Divine Comédie, Jocelyne Chamonin, Anna Ringart, Lorin Maazel (dir.) - coll. Musique Française d'Aujourd'hui, Adès, 1980
- Une saison en enfer, Orchestre philharmonique de l'ORTF, André Girard (dir.) - Radio France, 1984
- 3e Symphonie, Orchestre national de la RTF, Charles Munch (dir.) - Musidisc/Accord
- Trois études pour orchestre, Rapsodie dionysienne, Concerto pour flûte et orchestre, Jean-Pierre Rampal, Orchestre philharmonique de l'ORTF, André Girard (dir.) - Erato
- Le Mystère des Saints Innocents, Jan Doat (narrador), Jean Giraudeau, Michel Roux, Cors de la RTF, orquestra del Théâtre national de l'Opéra, Charles Bruck (dir.) - Véga, 1958
- Le Mystère des Saints Innocents, Coral Yvonne Gouverné, Orchestre des concerts Lamoureux, Paul Kletzki (dir.) - Columia, 1951

## Condecoracions
Comandant de l'Orde de les Arts i les Lletres. Va ser nomenat comandant durant la promoció de l'11 de desembre de 1997.